# Arctosa leopardus
Arctosa leopardus là một loài nhện trong họ Lycosidae.
Loài này thuộc chi Arctosa. De moswolfspin được Sundevall miêu tả năm 1833.

## Hình ảnh

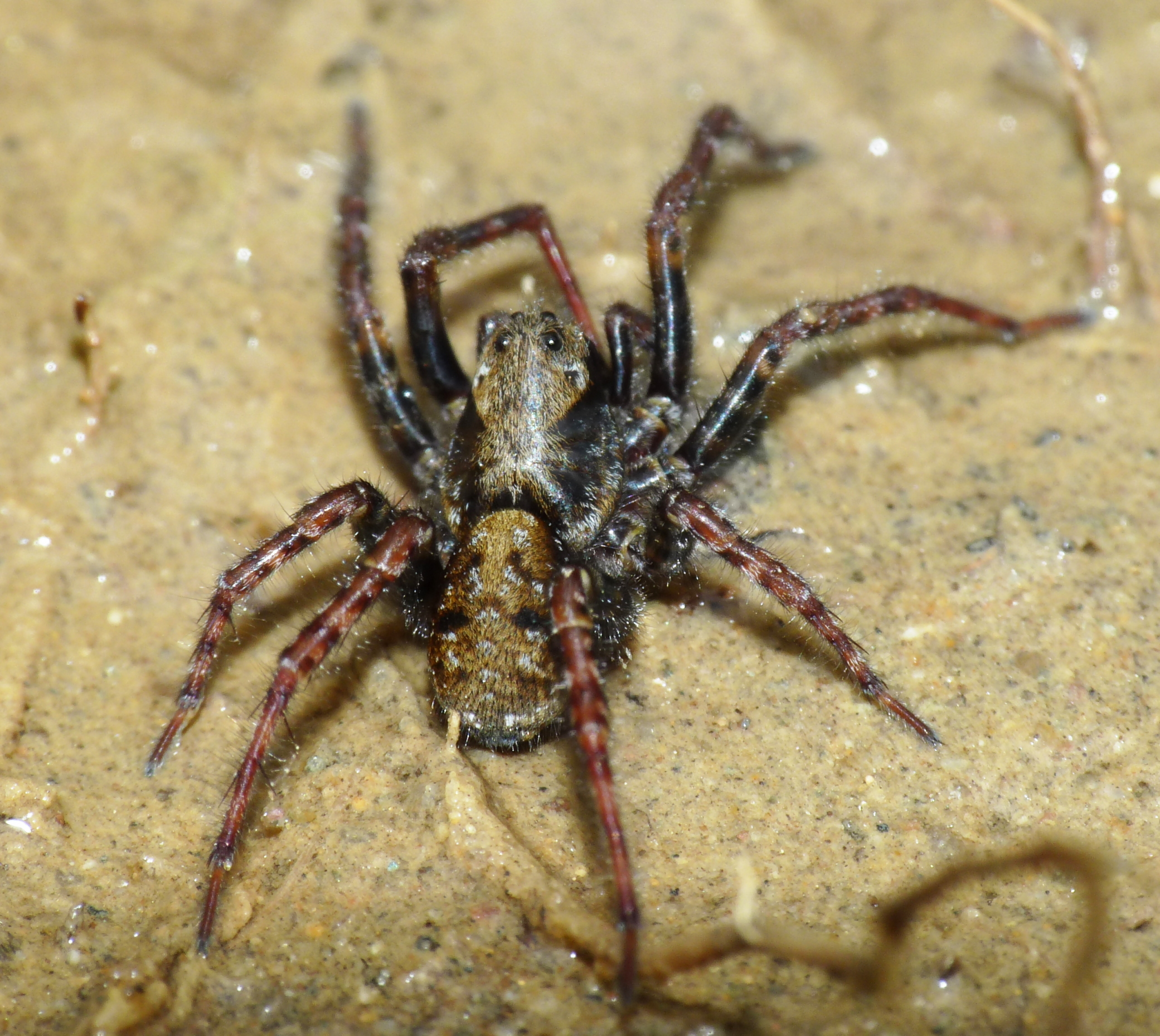